# 智利大学足球俱乐部
智利大学职业足球俱乐部（西班牙語：Club Universidad de Chile）是一家位於智利聖地亞哥的職業足球俱樂部，成立於1927年5月24日，現時參加智利甲組足球聯賽。
智利大學足球會是智利最成功和最受歡迎的足球俱樂部之一，曾18次獲得聯賽冠軍。過去十年，該隊已六次獲得冠軍，包括2011年以不敗成績贏得南美球會盃冠軍的壯舉。球會標誌顏色一直是藍色，這在其1943年正式採用的標誌上得到體現。智利大學足球俱樂部有兩個主要的競爭對手，分別是高路高路和天主教大学，與這兩支球隊的比賽被稱為克拉西科打比（Clásicos），是智利足球界最激烈和最富有傳統的對抗之一。
儘管目前未擁有自己的體育場，智利大學通常使用在聖地亞哥智利国家体育场 舉行主場比賽。
智利大學是2011年南美球會盃冠軍。在這個比賽中，智利大學表現出色以不敗成績贏得冠軍，成為第一支奪得南美球會盃冠軍的智利球會，當中在賽事攻入11球成為南美球會盃單屆賽事最高紀錄保持者。

## 成就
智利大學足球俱樂部在1940年贏得他們的首個冠軍。在1959年至1969年期間，球隊贏得六個聯賽冠軍（1959年、1962年、1964年、1965年、1967年、1969年），他們因為踢出美麗的足球風格而被稱為“藍色芭蕾舞團”。當時的球隊中有九名球員是智利國家隊的一部分，他們在1962年國際足協世界盃上獲得第三名，這是智利在世界盃上取得的最佳成績。
1995年，智利大學足球俱樂部再次贏得聯賽冠軍，這一次是在近78,000名觀眾面前在國家體育場舉辦的比賽中取得的。隨後球隊在1999年和2000年連續贏得聯賽冠軍。
近年來，智利大學足球俱樂部在2004年、2009年、2011年和2014/2015年贏得春季聯賽冠軍，並在2011年和2016/2017年贏得秋季聯賽冠軍。在2011年他們以4-3的總比分擊敗衛冕冠軍天主教大學，第一回合輸掉2-0，以3球的優勢贏得第二回合，球隊最終以4-1的比分贏得了冠軍。
在國際舞台上，智利大學足球俱樂部在1970年、1996年、2010年和2012年的南美自由盃中都取得了不錯的成績，進入了半決賽。
2011年12月14日，他們以3-0（總比分4-0）擊敗來自厄瓜多爾利加大學贏得南美自由盃冠軍，成為繼高路高路的1991年南美自由盃和天主教大學的1994年美洲盃（Copa Interamericana）之後，第三支贏得南美洲賽事的智利球隊。
此外，智利大學被評為2010年代最成功的智利俱樂部，整個十年共贏得了9個冠軍。這些成就包括5個智利甲級聯賽冠軍（2011年春季聯賽、2011年秋季聯賽、2012年春季聯賽、2014年春季聯賽和2017年秋季聯賽）、2個智利盃冠軍（2012-13年和2015年）、2015年超級盃和2011年南美解放者盃。

## 榮譽

### 國內
- 智利甲組足球聯賽 (18)：1940, 1959, 1962, 1964, 1965, 1967, 1969, 1994, 1995, 1999, 2000, 2004-A, 2009-A, 2011-A, 2011-C, 2012-A, 2014-A, 2017-C
- 智利盃 (5)：1979, 1998, 2000, 2012–13, 2015
- 智利超級盃 (1)：2015

### 國際
- 南美球會盃 (1): 2011